# Vahabizam
Vahabizam je konzervativni pokret u islamu koji se utemeljio krajem 17. i početkom 18. stoljeća. Njegov duhovni izvornik je Muhammad ibn Abd al-Wahhab, reformator islama, porijeklom iz Saudijske Arabije. Vahabizam se u suštini zasniva na redukcionističkim i izvornim idejama o islamu te kroz iste ima vrstu interpretacije islama koja se razlikuje od drugih islamskih smjerova kao što su sunizam, sufizam i šijitizam. Vahabizam nastoji zadržati muslimane na izvornoj interpretaciji islama bez daljnjih znanstvenih, teorijskih i sl. posredovanja u interpretaciji. 
Vahabizam je nastao kroz političku podjelu u Saudijskoj Arabiji krajem 17. stoljeća u kojem je dioba napravljena između političkog života muslimana i religijskog pri kojem je religijski život kontroliran od strane vahabijskih izvornika.
U modernom vremenu vahabizam je najprošireniji u nemoderniziranim dijelovima Azije i u manjoj mjeri u Europi, te ga mnogi okrivljuju za podsticanje i kao ideološku osnovu današnjim terorističkim skupinama u Afganistanu, Siriji i Iraku. Također se smatra da su pojedini poklonici vahabizma sa svojim vahabijskim ideološkim uvjerenjima poduprijeli terorističke napade u SAD-u i Europi.